# Francesco Piro
Francesco Piro, detto Franco (Gela, 10 agosto 1951), è un politico italiano.

## Biografia
Laureato in Scienze politiche, ha lavorato come dipendente del Banco di Sicilia. Ha iniziato la sua militanza sindacale nella Cgil e quella politica in Democrazia Proletaria nelle cui liste nel 1986 è stato eletto deputato all'Assemblea regionale siciliana. Dopo essere passato ai Verdi Arcobaleno, nel 1991 è stato fra i fondatori de La Rete. Rieletto nel 1991 deputato regionale in Sicilia e riconfermato nel 1996, è due volte Assessore regionale al Bilancio nella I e II Giunta Capodicasa di centro-sinistra (1998-2000). È anche vice-coordinatore regionale del suo partito, consigliere comunale e vicesindaco di Termini Imerese.
Dopo aver fatto parte de I Democratici, con la nascita della Margherita, fa parte del triunvirato che curerà la costruzione del partito in Sicilia, assieme a Salvatore Cardinale e Francantonio Genovese.
Eletto nel 2006 alla Camera dei deputati nella XV Legislatura nella lista de l'Ulivo della circoscrizione Sicilia 1, a Montecitorio ha fatto parte della Commissione Bilancio. Nel 2007 confluisce nel neonato Partito Democratico.
Nel 2008, terminato il mandato parlamentare, si candida come presidente della provincia di Palermo, sostenuto da PD, Rifondazione Comunista, Italia dei Valori e La Sinistra l'Arcobaleno, ma non viene eletto; è quindi consigliere provinciale di opposizione.
È padre del saggista Pietro Piro.